# 復活行動
復活行動（法語：Opération Résurrection）是一個法國軍方在1958年5月法國政變期間制訂的軍事計畫，準備以武力直接接管巴黎，迫使政府將權力移交給戴高樂將軍。這個行動由雅克·马絮將軍策划，在復活行動之前還會先進行科西嘉行動佔領科西嘉島。在戴高樂正式接管政權之後，法國軍方取消了復活行動的實施。

## 背景
戴高樂將軍曾經率領自由法國部隊在第二次世界大戰中抵抗納粹德國，成為國家和軍隊的英雄。當法國在1944年解放後，戴高樂成為臨時政府總理。然而，政壇的分歧和衝突使他辭職，並退休長達十年。這時法蘭西第四共和國卻對隨之而來的政治衝突無能為力，阿爾及利亞戰爭的爆發和經濟的動盪更加劇不滿情緒的滋長，同時，許多左翼和中間派政黨支持阿爾及利亞獨立激怒了數以百萬計的法國殖民者、軍官和右翼政黨。在巴黎和阿爾及爾兩地的法軍將領開始向政界施壓，要求讓戴高樂重新執政。

## 行動計畫
1958年5月，阿爾及爾爆發反抗法國殖民政府的暴動和騷亂，促使雅克·马絮成立法裔定居者委員會。 這位因為殘酷鎮壓阿爾及爾武裝份子而著名的將軍公開要求戴高樂組織一個新的國民政府，因為戴高樂一直主張民族主義、強大的軍事政策和保留阿爾及利亞。
法国陆军声称，除非戴高樂將軍重新執政，否則他们將發動叛亂。此時马絮將軍和其他高級將領正暗中策劃接管巴黎與鄰近機場。
5月24日，來自阿爾及利亞的法國傘兵降落在科西嘉島，成功以不流血方式占領全島。 當國民議會沒有移交權力，或者法國共產黨趁機反擊，法軍就會執行復活行動。

## 結果
1958年5月29日，法國政界一致呼籲戴高樂接任總理。法國陸軍也表態願意支持憲政在法國政壇的一個顯著改革與進展。戴高樂在軍隊支持下終止了法蘭西第四共和國，並頒布新憲法，宣告法蘭西第五共和國的成立。